# Felice Corniola
Felice Corniola (mort au VIIIe siècle) était magister militum du duché de Venise en 739.

## Biographie
Felice Corniola est le deuxième magister militum de Venise, il fut remplacé par Teodato Ipato qui fut nommé doge quelques années plus tard.